# Ministerio del Interior (Italia)
El Ministerio del Interior de Italia (en italiano, Ministero dell'Interno) es un órgano del Gobierno italiano, responsable de seguridad, territorios y servicios civiles nacionales.

## Funciones
El Ministerio del Interior del Gobierno italiano es responsable de la implementación de la Política Nacional Republicana, cuyas principales funciones se rigen por el Decreto-Ley de 30 de julio de 1999, No. 300, para garantizar:
- la creación de las autoridades locales y su función, la regulación de las finanzas locales y los servicios electorales, la supervisión del estado civil, el registro y las actividades en colaboración con las autoridades locales.
- la protección de la orden y la seguridad pública y la coordinación de las fuerzas policiales.
- la administración general y la representación general del gobierno en el territorio.
- la protección de los derechos civiles, incluidos los de las confesiones religiosas, la ciudadanía, la inmigración y el asilo político.

## Ministro
El Ministro del Interior es responsable de los servicios y habilidades asignados a su cartera.
- Datos: Q1575872
- Multimedia: Ministry of the Interior of Italy / Q1575872